# Obwód czerkaski
Obwód czerkaski (ukr. Черкаська область) – jeden z 24 obwodów Ukrainy. Leży w środkowej części Ukrainy, nad Dnieprem. Stolicą obwodu są Czerkasy.
Obwód graniczy na północy z obwodem kijowskim, na południu z kirowohradzkim, na wschodzie z połtawskim, a na zachodzie z winnickim.
Historycznie leży na Ukrainie (część wschodnia) i Podolu (część zachodnia).

## Podział administracyjny
Obwód dzieli się na 4 rejony:
1. czerkaski
2. humański
3. złotonoski
4. zwinogródzki

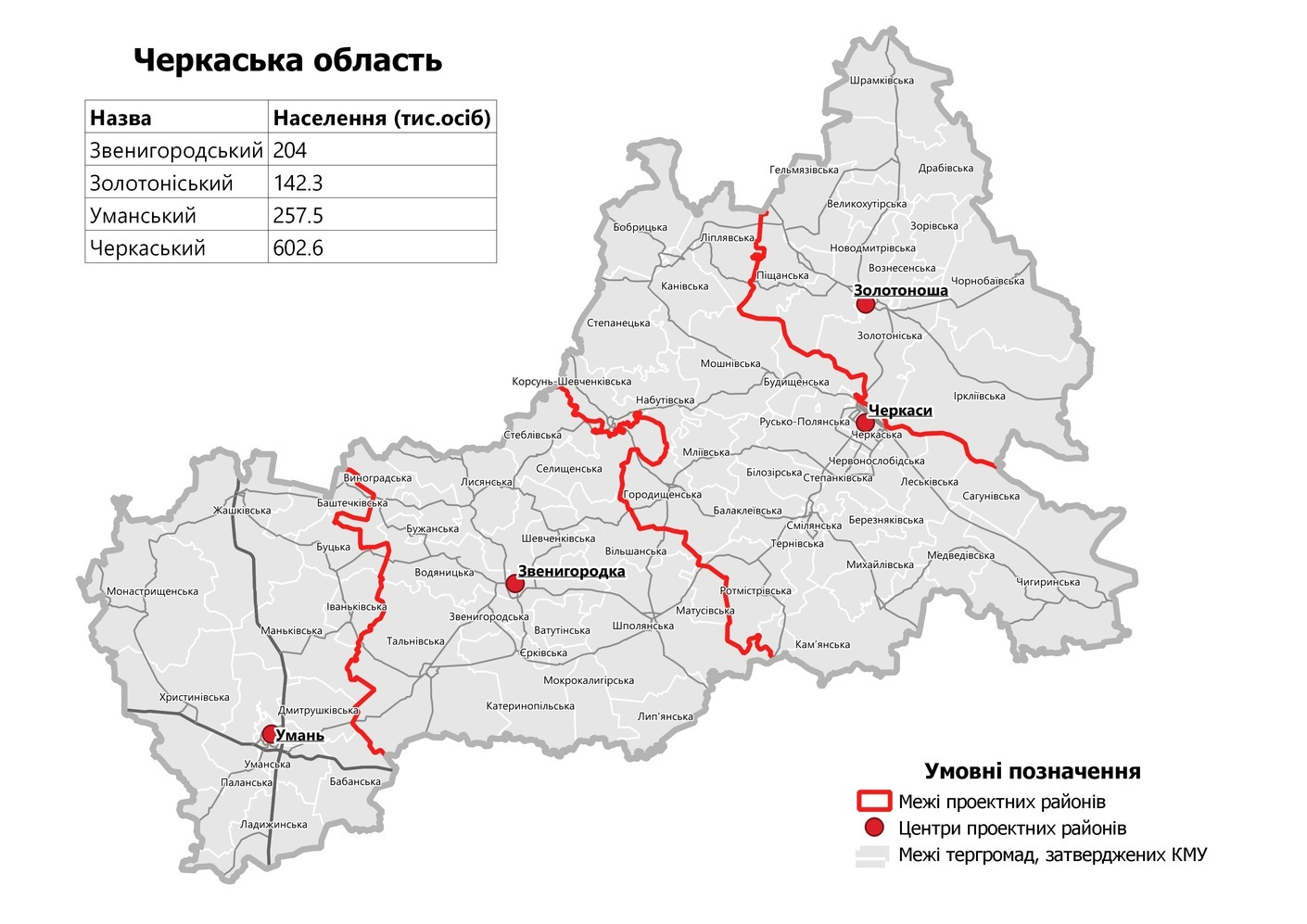
Rejony od 2020 roku

Rejony do 2020 roku

Do 19 lipca 2020 roku obwód dzielił się na rejony:
- chrystyniwski
- czerkaski
- czornobajiwski
- czehryński
- drabiwski
- horodyszczeński
- humański
- kamjanski
- kaniowski
- katerynopilski
- korsuński
- łysiański
- mańkiwski
- monastyryszczeński
- smiłański
- szpolanski
- talneński
- złotonoski
- zwinogródzki
- żaszkowski

oraz miasta wydzielone: Czerkasy, Humań, Kaniów, Smiła, Watutine oraz Złotonosza.

## Gospodarka
Obwód czerkaski jest regionem rolniczo-przemysłowym. Przemysł spożywczy stanowi 39,6% produkcji obwodu, chemiczny 26,3%, produkcja i dystrybucja energii elektrycznej, gazu i wody 12%, przemysł celulozowo-papierniczy 7,4%. Głównymi produktami przemysłu chemicznego są nawozy azotowe, włókna sztuczne, tkaniny z włókien sztucznych. W rolnictwie: buraki cukrowe (ponad 8% ogólnej produkcji na Ukrainie), ziemniaki, mięso, mleko, warzywa i owoce oraz zboża.

## Bogactwa naturalne
Wydobywa się tu głównie granity, glinę (jedne z największych na Ukrainie pokłady gliny bentonitowej) i piaskowce, wykorzystywane w przemyśle budowlanym. Są również pokłady węgla brunatnego, torfu i boksytów, a także wód mineralnych. Obwód zainteresowany jest napływem inwestycji zagranicznych (przemysł przetwórczy i produkcji artykułów rolno – spożywczych, usługi, w tym turystyczne, budownictwo).

## Skład narodowościowy
Obwód zamieszkuje prawie 130 narodowości. W głównej mierze są to Ukraińcy, ale żyją tu również Rosjanie, Mołdawianie, Białorusini, Tatarzy, Żydzi, Ormianie, Bułgarzy, Polacy i inni.

## Największe miasta
1. Czerkasy
2. Humań
3. Smiła
4. Złotonosza
5. Kaniów
6. Korsuń Szewczenkowski
7. Zwinogródka
8. Szpoła
9. Watutine
10. Horodyszcze
11. Żaszków
12. Talne
13. Kamjanka
14. Chrystyniwka

## Zabytki
- Park Zofiówka w Humaniu – jeden z najbardziej reprezentacyjnych parków na Ukrainie, założony w 1796 roku przez Stanisława Szczęsnego Potockiego.
- Pałac w Korsuniu Szewczenkowskim – wzniesiony w XVIII w. jako rezydencja Stanisława Poniatowskiego, przebudowany w XIX w.
- Polskie kościoły (dawne lub obecne), m.in. kościół Wniebowzięcia NMP w Humaniu, kościół Wniebowzięcia NMP w Smile, kościół św. Anny w Talnem
- Sobór Zaśnięcia Matki Bożej w Kaniowie
- Pałac Ślubów i dawny Hotel Słowiański w Czerkasach

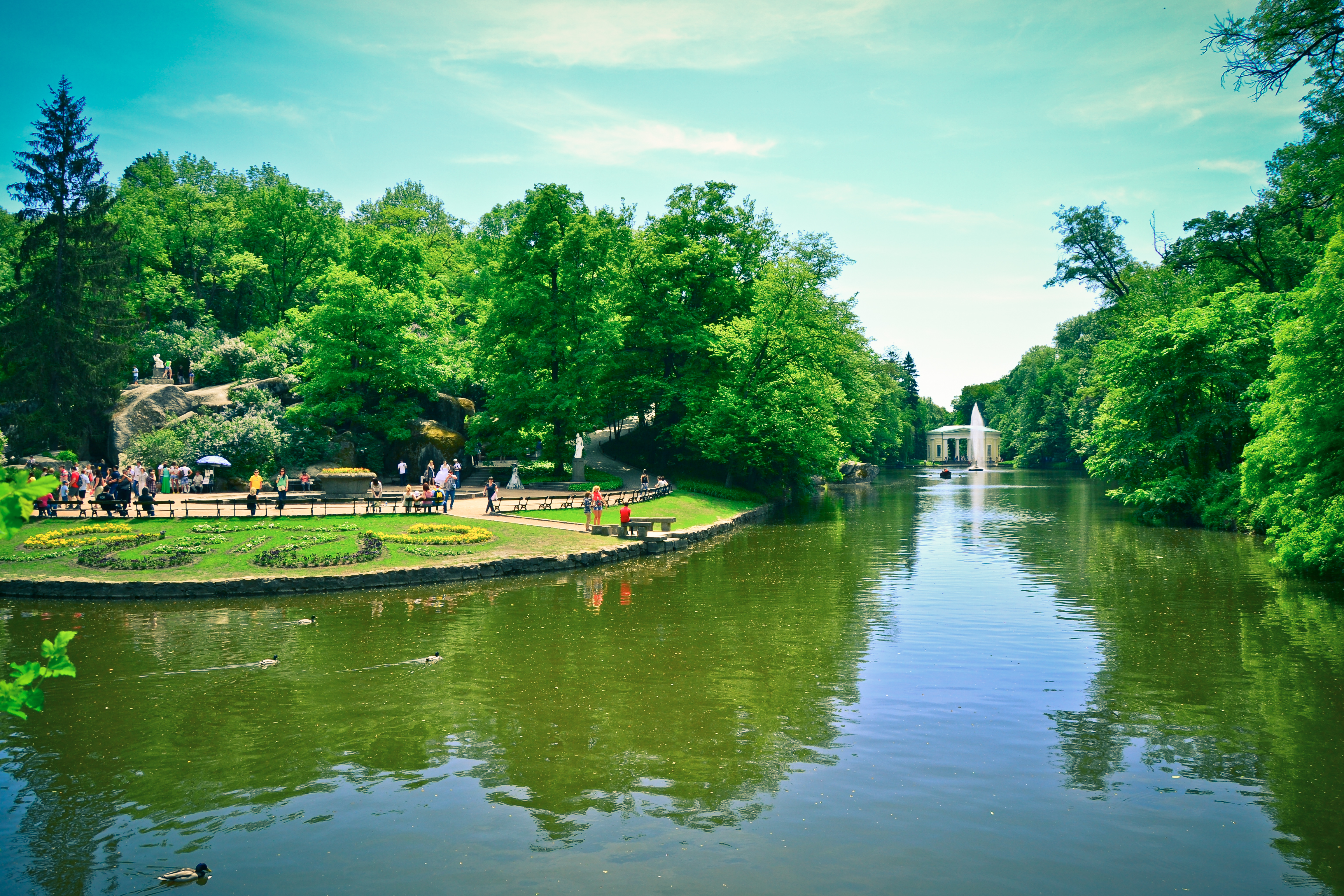
Park Zofiówka w Humaniu
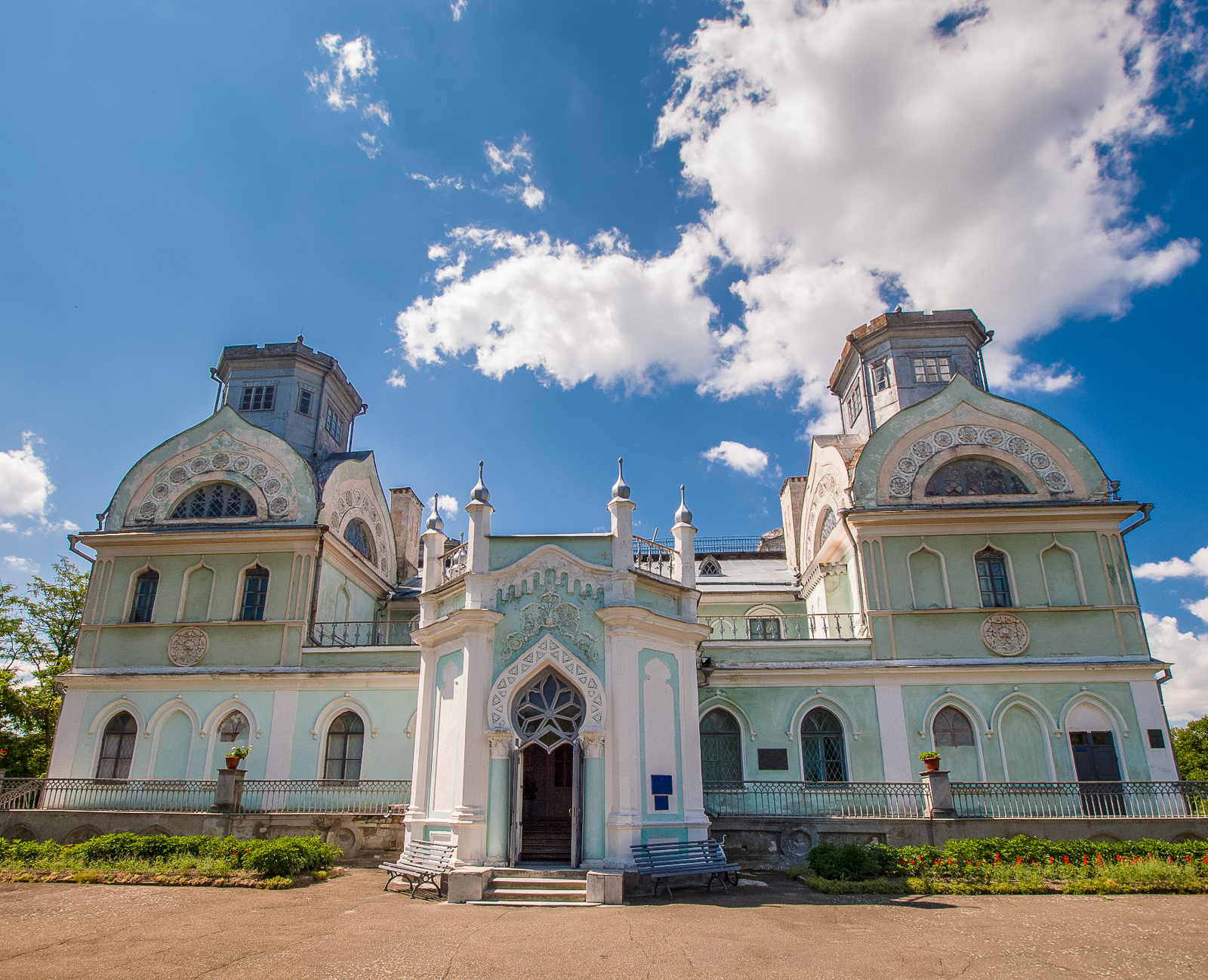
Pałac w Korsuniu Szewczenkowskim
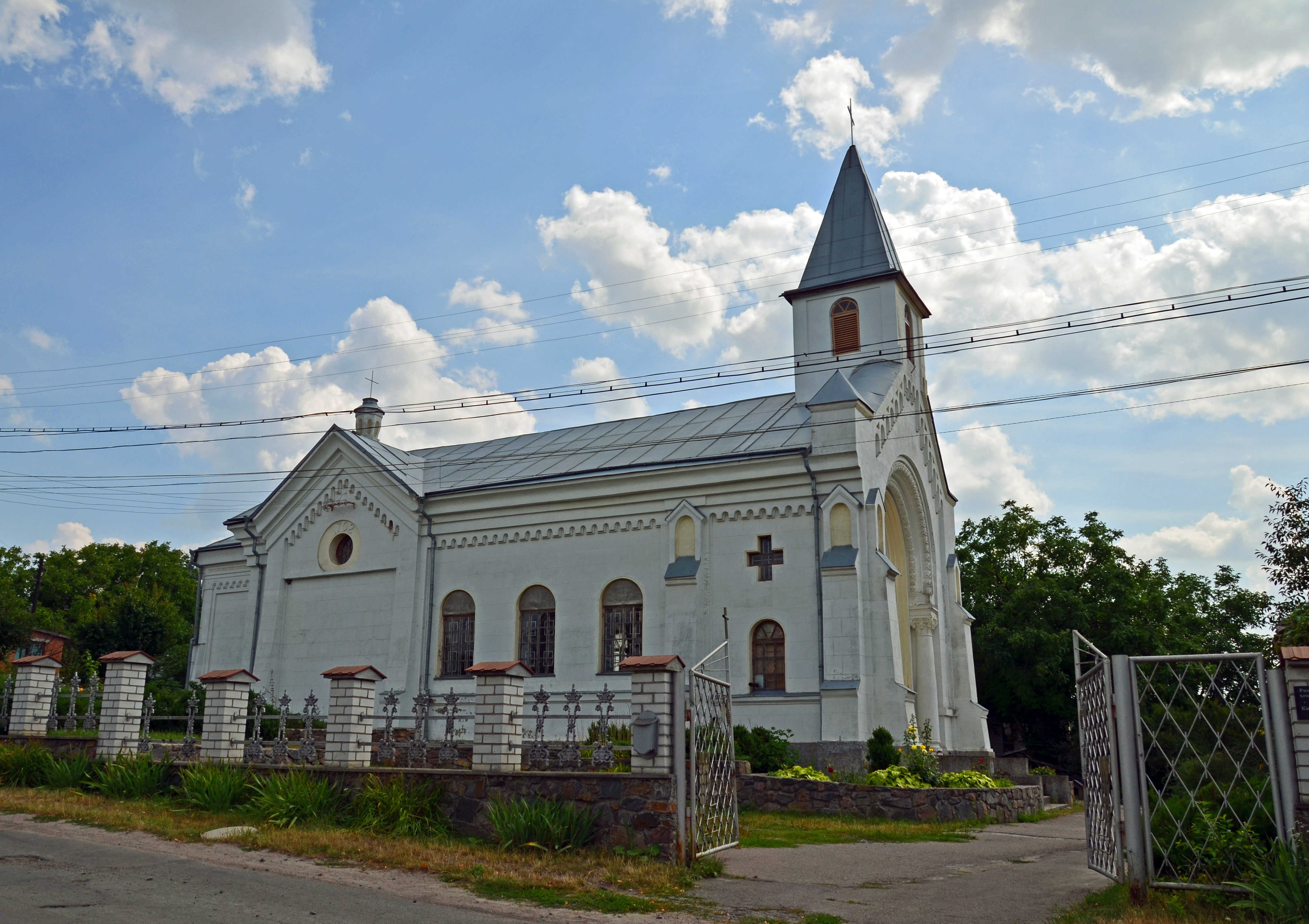
Kościół św. Anny w Talnem
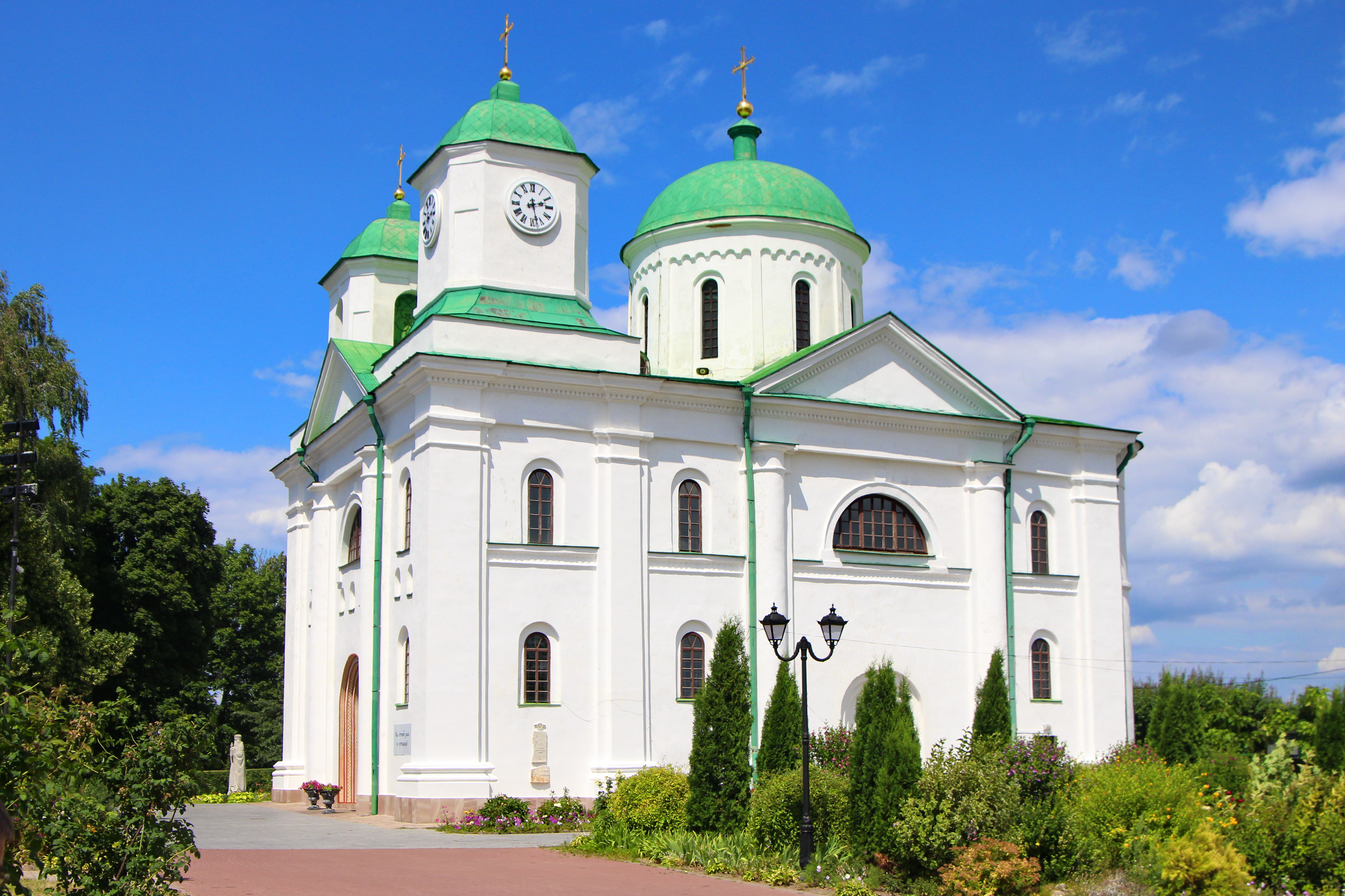
Sobór Zaśnięcia Matki Bożej w Kaniowie
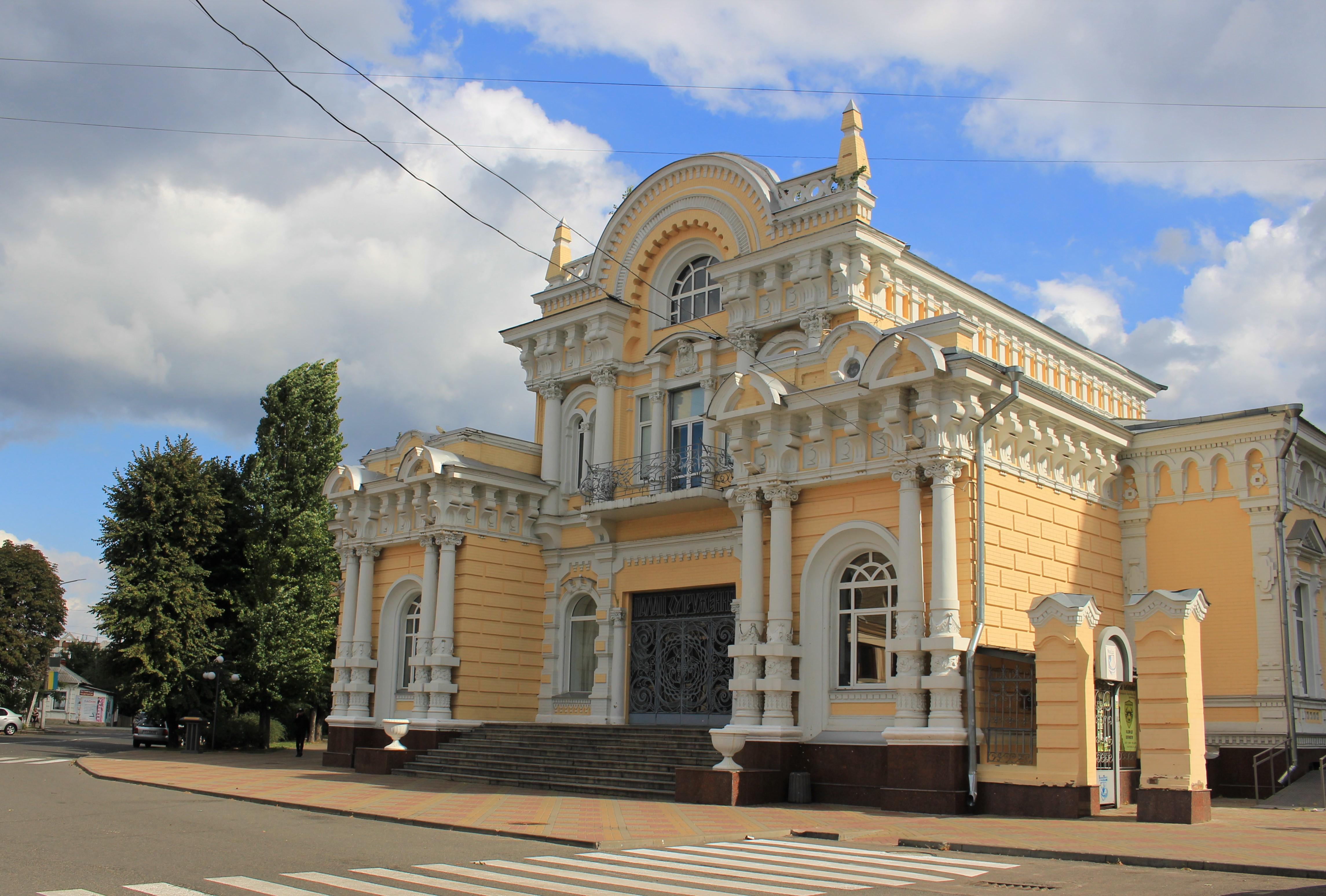
Pałac Ślubów w Czerkasach